# Svetlana Paniutina
Svetlana Anatolyevna Paniutina (en russe : Светлана Анатольевна Панютина), née le 8 décembre 1967 et morte le 13 mai 2022, est une biathlète russe. 

## Biographie
Au début de sa carrière sportive, elle court sous les couleurs de l'Union soviétique, montant sur son premier podium individuel en Coupe du monde durant la saison 1989-1990 en sprint à Obertilliach.
Après la dissolution de l'URSS en 1992, Paniutina fait ses débuts dans l'équipe de Russie lors de l a saison 1992-1993.
Aux Championnats du monde 1993, elle obtient la médaille de bronze au relais avec Nadejda Talanova, Olga Simushina et Elena Belova.
Elle continue sa carrière jusqu'en 1997.

## Palmarès

### Championnats du monde
| Épreuve / Édition                      | individuel | Sprint | Poursuite                        | Départ en masse                  | Relais                    | Course par équipes |
| Mondiaux 1990 Kontiolahti/ Oslo/ Minsk | 18e        | 12e    | Épreuve inexistante à cette date | Épreuve inexistante à cette date | -                         | -                  |
| Mondiaux 1993 Borovets                 | -          | -      | Épreuve inexistante à cette date | Épreuve inexistante à cette date | Médaille de bronze, monde |                    |
| Mondiaux 1995 Antholz Anterselva       | 24e        | 24e    | Épreuve inexistante à cette date | Épreuve inexistante à cette date | 6e                        | -                  |

Légende :

 : première place, médaille d'or

 : deuxième place, médaille d'argent

 : troisième place, médaille de bronze

 : épreuve inexistante à cette date

— : pas de participation à cette épreuve

### Coupe du monde
- Meilleur classement général : 6e en 1990.